# Maria Margarete Gosse
Maria Margarete Gosse (* 6. Juli 1962 in München) ist eine deutsche Diplomatin. Seit August 2022 ist sie Botschafterin der Bundesrepublik Deutschland im Königreich Spanien und leitet als solche die Botschaft Madrid mit Nebenakkreditierung im Fürstentum Andorra.

## Leben
Gosse wurde am 6. Juli 1962 in München geboren.
Sie studierte von 1982 bis 1990 Rechtswissenschaften und Germanistik in München und Regensburg und legte 1993 ihr zweites juristisches Staatsexamen ab.
Nach erfolgreicher Teilnahme am Auswahlwettbewerb des Auswärtigen Amts absolvierte sie von 1994 bis 1995 den Vorbereitungsdienst für den höheren Auswärtigen Dienst in Bonn. Es folgte ein kurzer Einsatz als Referentin im Büro der Staatssekretäre in der Zentrale des Auswärtigen Amts.
Von 1996 bis 1999 war Gosse im Generalkonsulat Barcelona, Spanien, eingesetzt. Es folgte bis zum Jahr 2000 eine Verwendung als Referentin für Grundsatzfragen Personal in der Zentrale des Auswärtiges Amt, Berlin. Bis 2004 schloss sich eine Zeit als Referentin im Ministerbüro an.
Nach einer einjährigen Sprachausbildung Chinesisch wurde sie im Jahr 2005 als Pressereferentin an die Botschaft Peking versetzt. Im Jahr 2008 kehrte sie in die Zentrale des Auswärtigen Amts zurück und wurde stellvertretende Leiterin des Referats für die Länder des Kaukasus und Zentralasiens. Im Jahr 2010 wechselte sie als Referentin für den Bereich Asien in den Planungsstab des Auswärtigen Amts.
Von 2012 bis 2014 war Gosse Leiterin des Referats für rechtliche und konsularische Angelegenheiten der Botschaft Paris. Sie kehrte im Jahr 2014 aus Paris in die Zentrale nach Berlin zurück und wurde mit der Leitung des Referats für Allgemeine Personalangelegenheiten und Grundsatzfragen der Organisation betraut. Im Jahr 2017 wurde sie zur Beauftragten für den Rechts- und Konsularbereich einschließlich Migrationsfragen befördert. Nachdem sie diese Aufgabe ein Jahr lang erledigte, wurde sie im Jahr 2018 weiter als Leiterin der Zentralabteilung des Auswärtigen Amts in ein Amt der Besoldungsgruppe B 9 der Besoldungsordnung befördert.
Nach vier Jahren an der Spitze der Zentralabteilung wurde Gosse im August 2022 außerordentliche und bevollmächtigte Botschafterin in Spanien.
Gosse ist verheiratet.